# عين الثريد
عين الثريد بلدية جزائرية في ولاية سيدي بلعباس شمال غرب الجزائر.